# Linschoten (Montfoort)

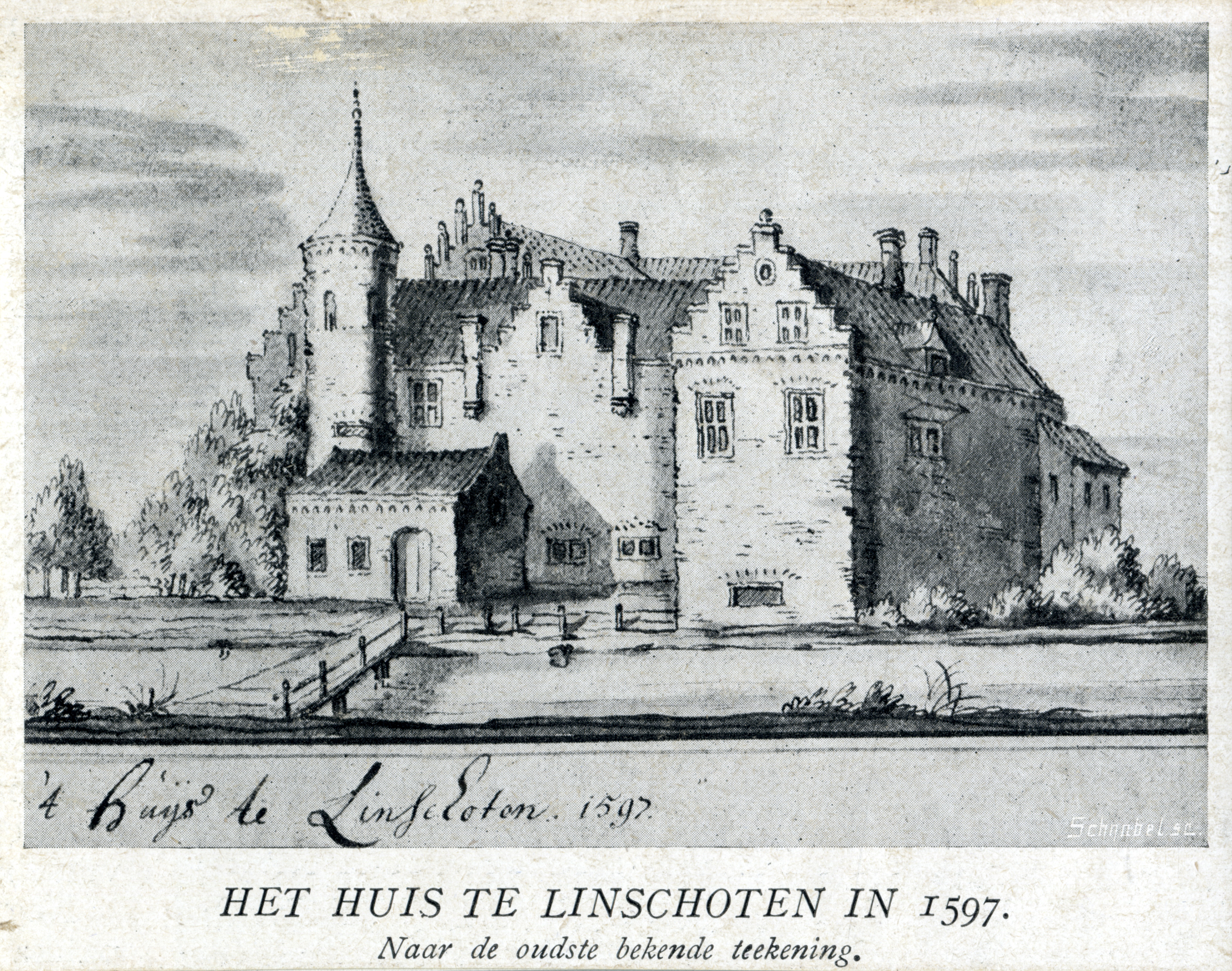
Lo scomparso castello di Linschoten (XII secolo)

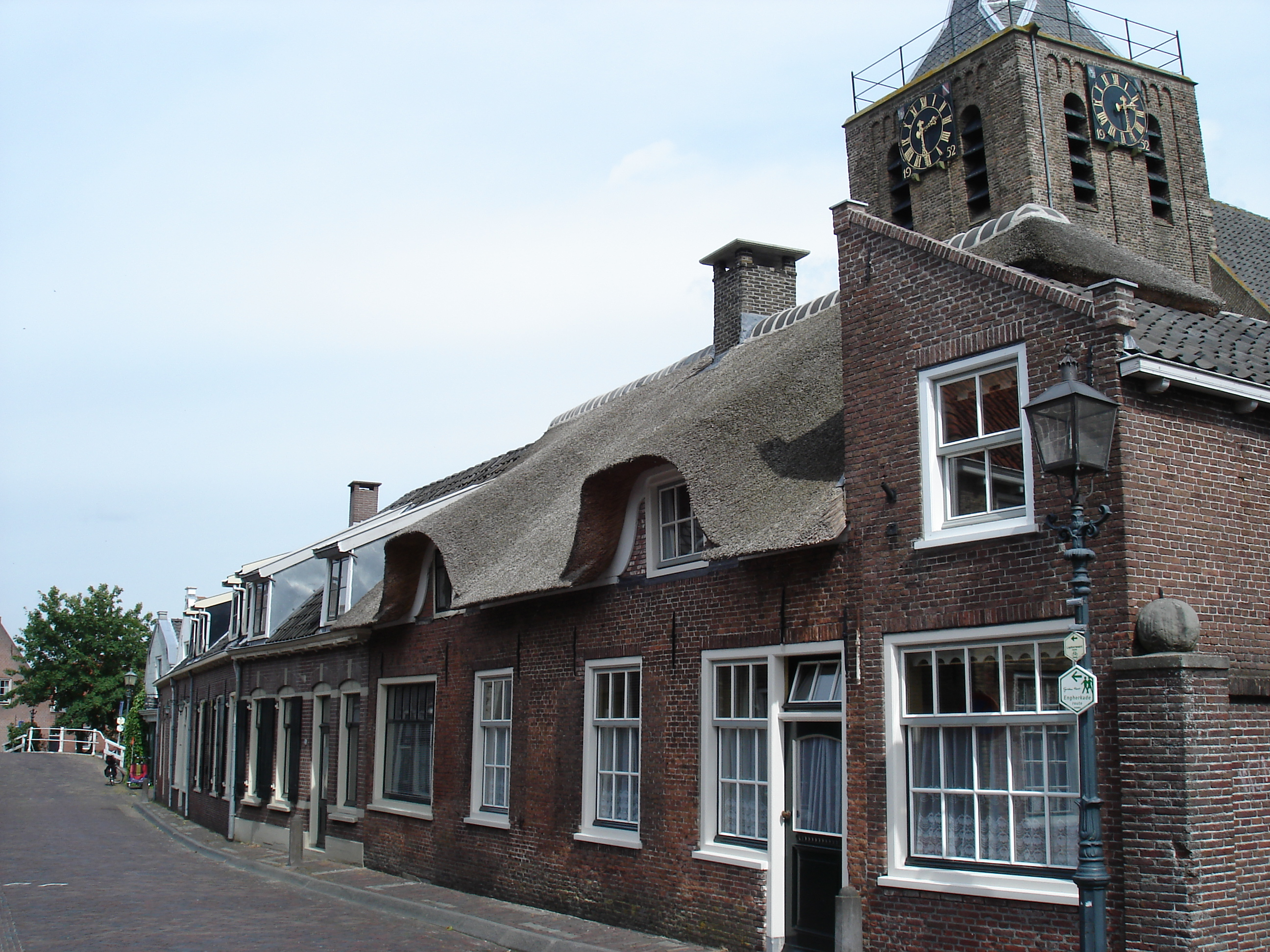
Linschoten: edifici lungo la Dorpssstraat con il campanile della chiesa di San Giovanni

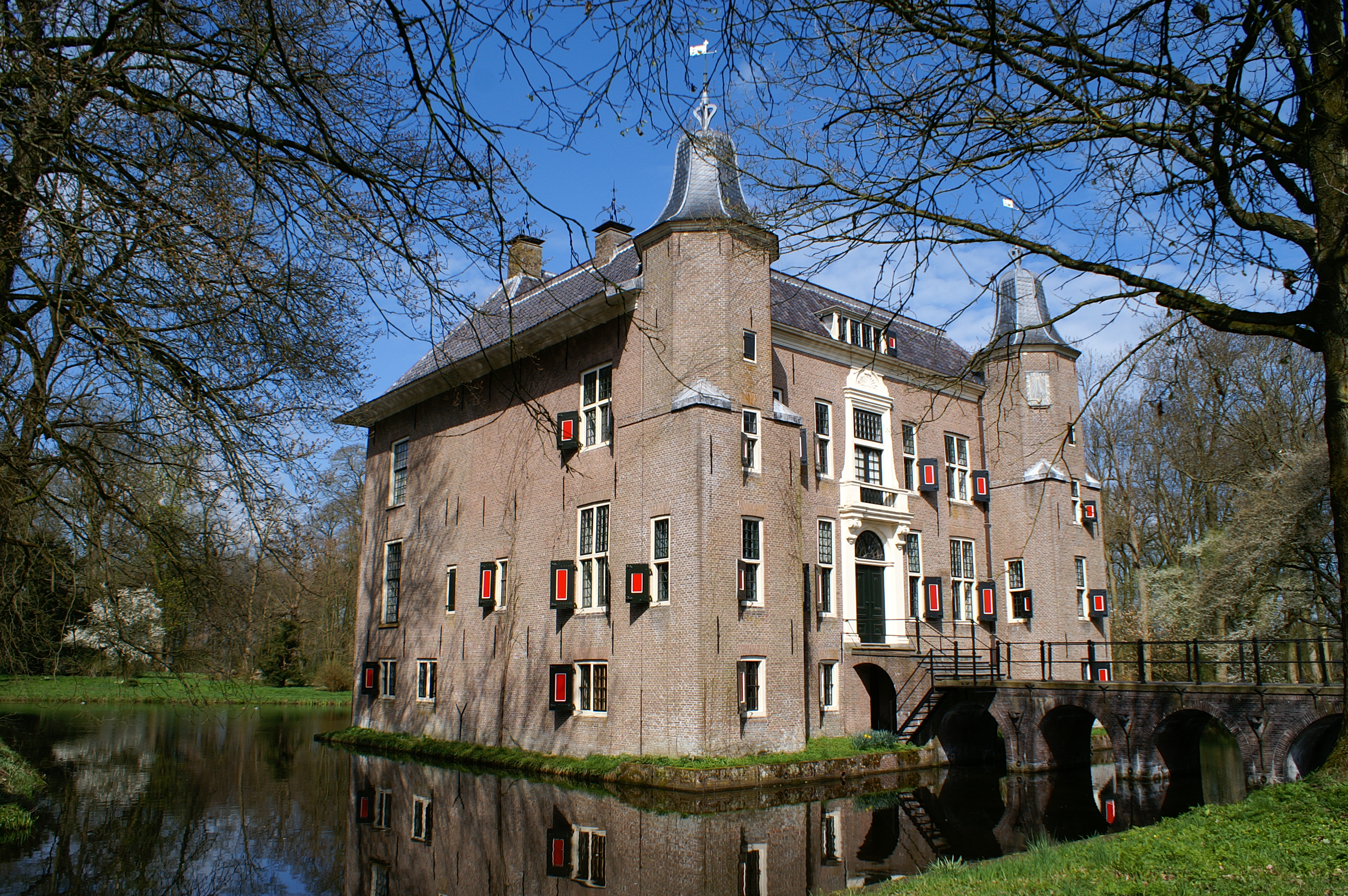
Huis te Linschoten

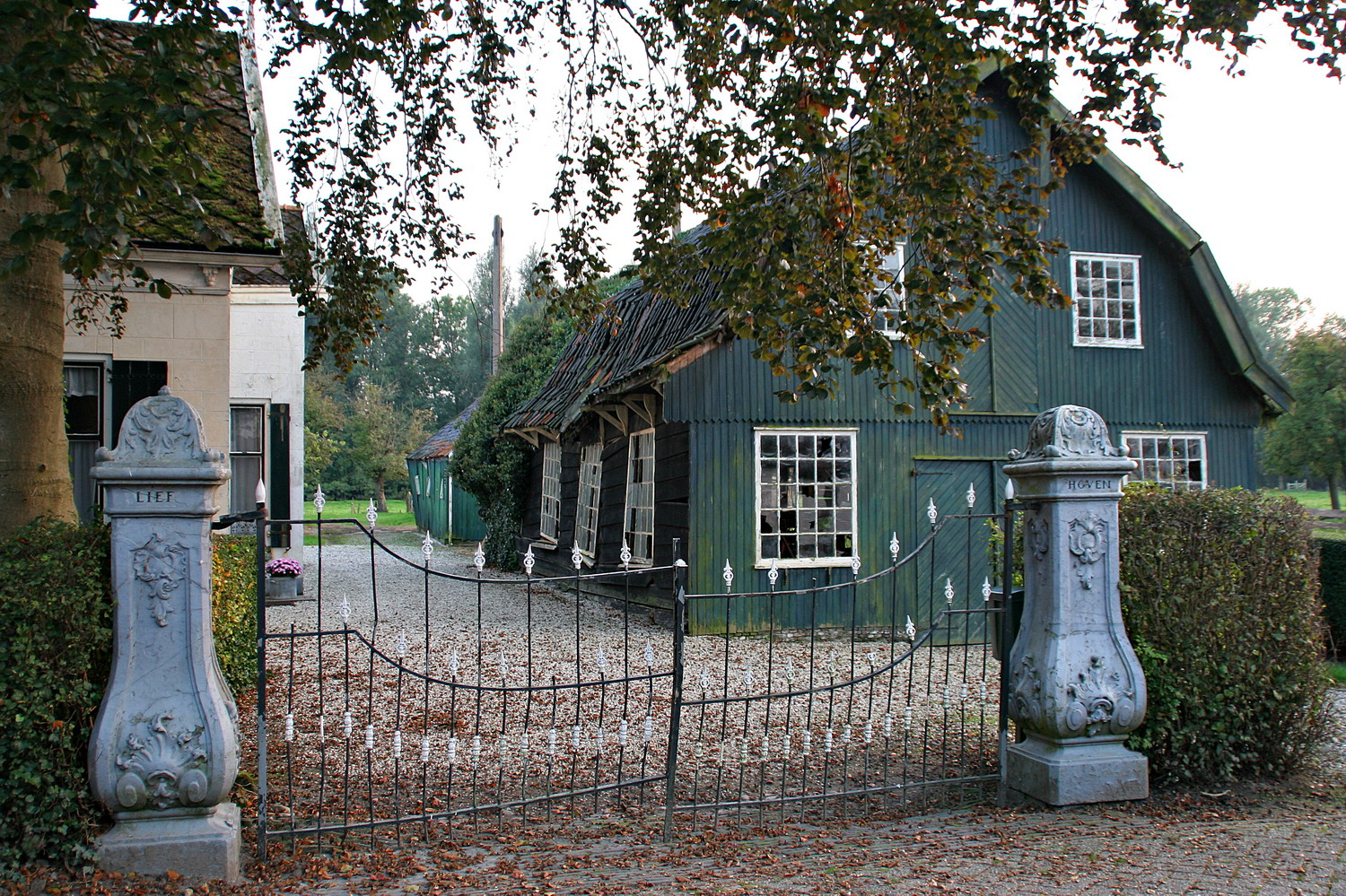
Linschoten: la Liefhoven

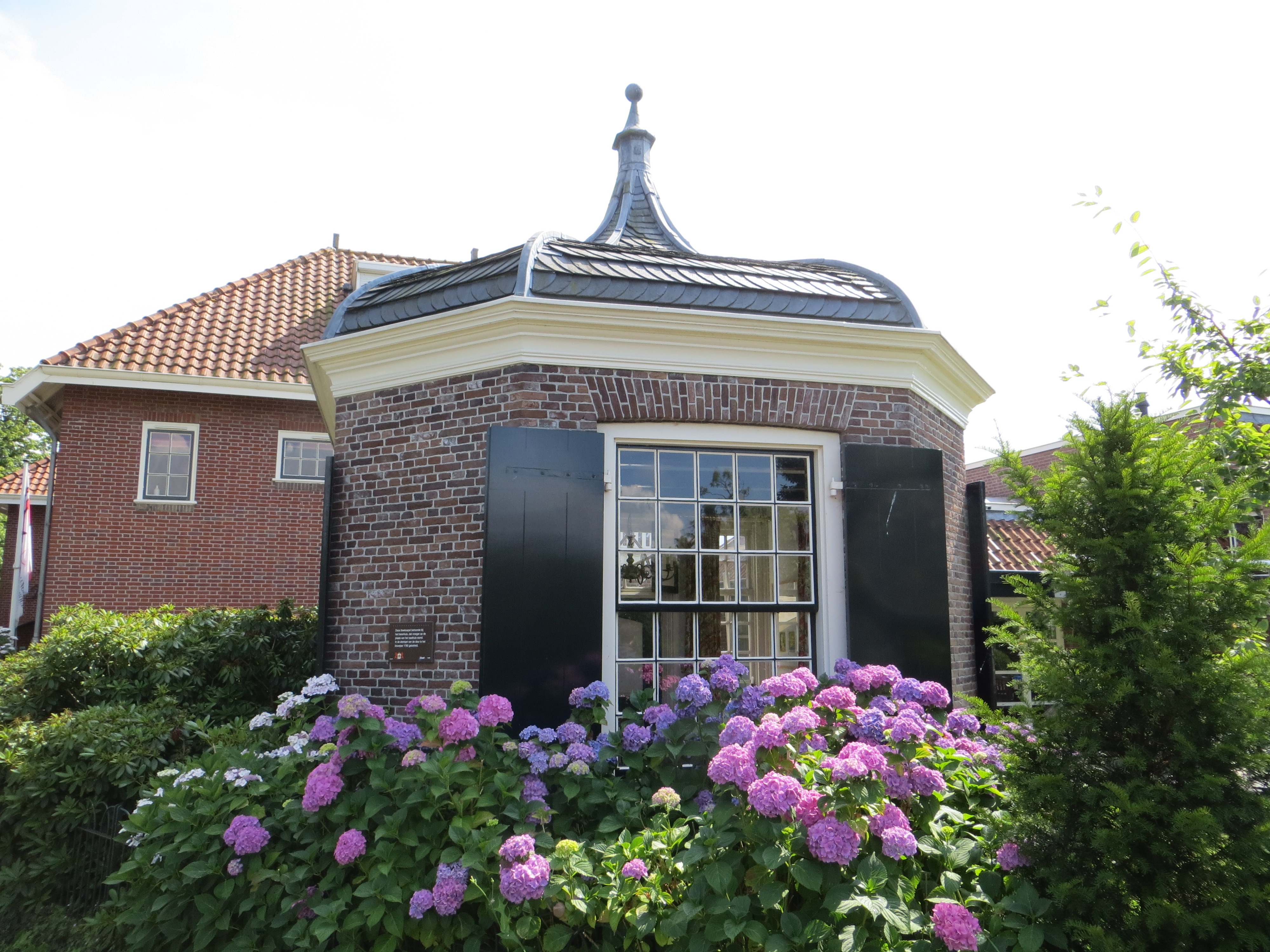
Linschoten: la Tuinkoepel

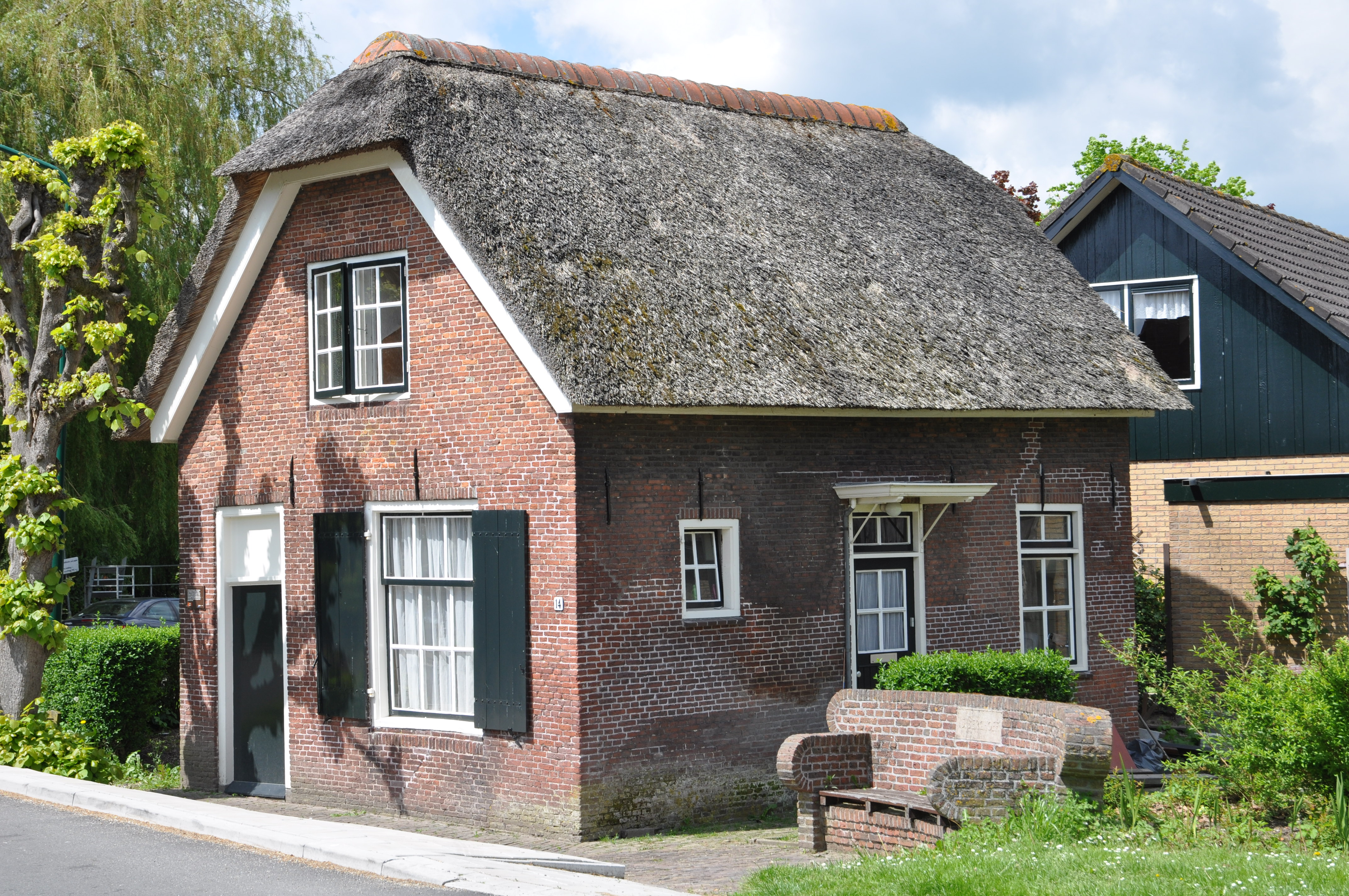
Linschoten: l'ex-dogana

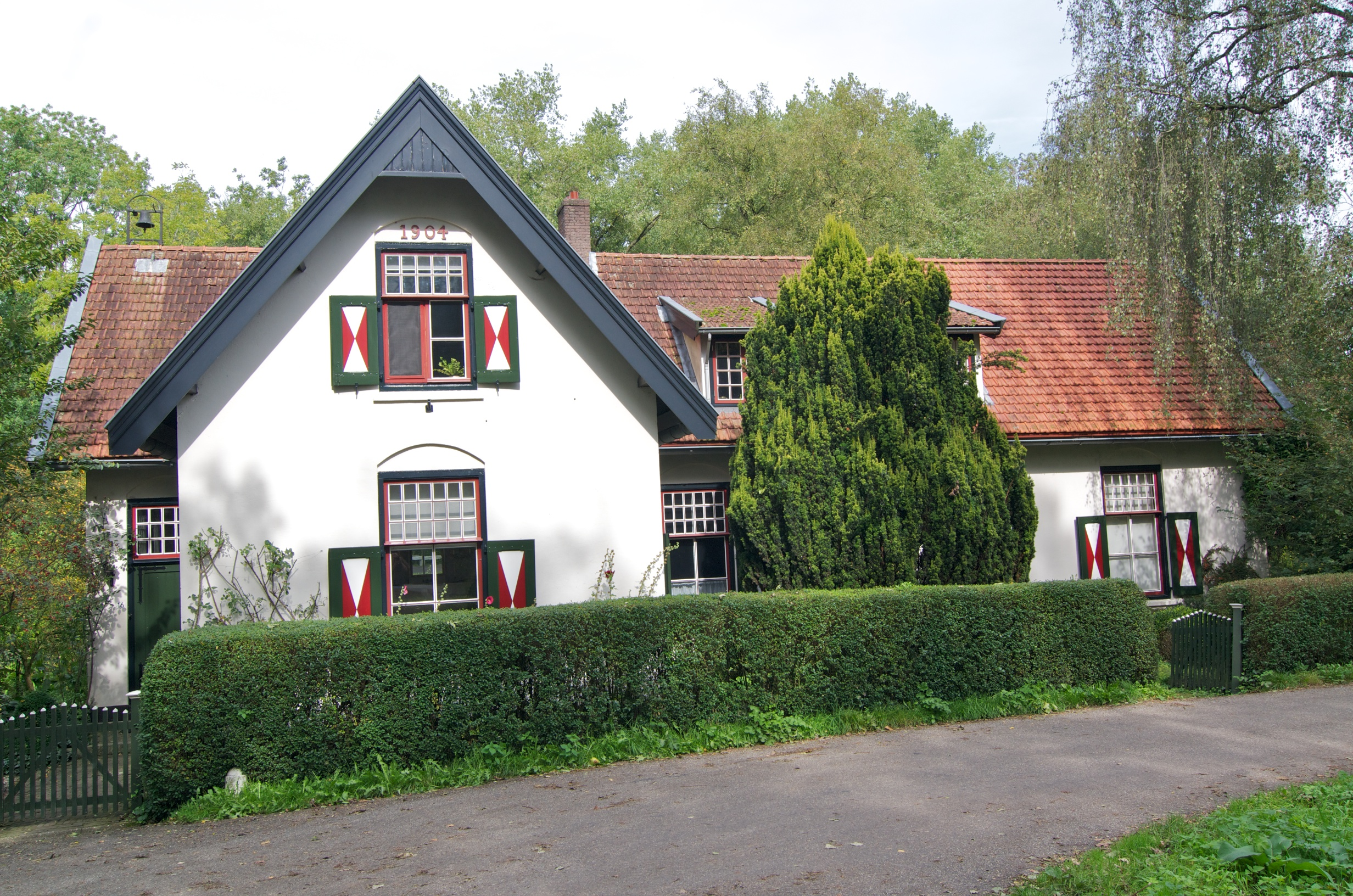
Linschoten: la Jachthuis ("casa di caccia")

Linschoten è un villaggio (dorp) di circa 3 900 abitanti del centro dei Paesi Bassi, facente parte della provincia di Utrecht e situato alla confluenza dei fiumi Korte Linschoten e Lange Linschoten, nella regione di Lopikerwaard. Dal punto di vista amministrativo, si tratta di un ex-comune, dal 1989 accorpato alla municipalità di Montfoort.

## Geografia fisica
Linschoten si trova tra le località di Woerden e Oudewater (rispettivamente a sud/sud-est della prima e a nord-est della seconda), a pochi chilometri a sud-ovest di Harmelen.
Il villaggio di Linschoten occupa un'area di 11,86 km², di cui 0,15 km² sono costituiti da acqua.

## Origini del nome
Il toponimo Linschoten, attestato anticamente come  Lindeschote (1172), Lintscote (1247) e Lintschoten (1280), contiene probabilmente il termine linde, che significa "tiglio" e il termine antico olandese schot, che indica un tereno alto dalla forma angolare.

## Storia

### Dalle origini ai giorni nostri
La zona in cui sorge il villaggio è abitata stabilmente sin dal IX secolo.
Tra il 1131 e il 1172 venne realizzato un castello in loco. Alla fine del XV secolo, però il cacirca cinquant'anni dopo, si trovava già in uno stato di rovina.

### Simboli
Lo stemma di Linschoten è costituito da una banda bianca su sfondo rosso. Si tratta dello stesso stemma utilizzato dalla signoria di Linschoten, che era derivato da quello della famiglia Van Linschoten.

## Monumenti e luoghi d'interesse
Linschoten vanta 68 edifici classificati come rijksmonument e 3 edifici classificati come gemeentelijk monument.

### Architetture religiose

#### Chiesa di San Giovanni
Il più antico edificio religioso di Linschoten è la chiesa di San Giovanni (Sint Janskerk) o "Chiesa Grande" (Grote Kerk), situata sulla Kerkplein ed eretta nel 1482.

### Architetture civili

#### Huis te Linschoten
Altro luogo d'interesse di Linschoten è l'omonima tenuta, dove si trova la Huis te Linschoten, una residenza realizzata a partire dal 1637 per volere di Johan Strick.

#### Liefhoven
Altro edificio d'interesse è la Liefhoven, una fattoria risalente al XVII secolo situata lungo la Liedfhovendijk.

#### Slangenmuur
Lungo la Dorpsstraat si trova poi lo Slangenmuur ("muro a forma di serpente"), risalente al XVIII secolo.

#### Tuinkoepel
Altro edificio d'interesse di Linschoten è poi la Tuinkoepel, situata lungo la Raadhuisstraat e risalente al 1780.

#### Ex-dogana
Lungo la Nieuwe Zandweg si trova poi l'ex-edificio della dogana (Tolhuisje), risalente alla prima metà del XIX secolo.

#### Casa di caccia
Lungo la Haardijk si trova poi la casa di caccia (Jachthuis), realizzata nel 1904 su progetto dell'architetto A.N. Groenendijk.

## Società

### Evoluzione demografica
Al censimento del 2022, Linschoten contava una popolazione pari a 3 897 unità.
La popolazione al di sotto dei 16 anni era pari a 659 unità, mentre la popolazione dai 65 anni in su era pari a 797 unità.
La località ha conosciuto un decremento demografico a partire dal 2020, quando contava 3 971 abitanti. In precedenza, si era assistito a un progressivo incremento demografico a partire dal 2014, quando Linschoten contava 3 678 abitanti.

## Geografia antropica

### Suddivisioni aminitrative
buurtschappen
- Cattenbroek (in parte)[2]